# Jim Cowie
Jim Cowie es un deportista estadounidense que compitió en vela en la clase Star. Ganó dos medallas en el Campeonato Mundial de Star, oro en 1940 y plata en 1945.

## Palmarés internacional
| Campeonato Mundial | Campeonato Mundial           | Campeonato Mundial | Campeonato Mundial |
| Año                | Lugar                        | Medalla            | Clase              |
| ------------------ | ---------------------------- | ------------------ | ------------------ |
| 1940               | San Diego (Estados Unidos)   | Medalla de oro     | Star               |
| 1945               | Long Island (Estados Unidos) | Medalla de plata   | Star               |